# Mike Weir
Pour les articles homonymes, voir Weir.
Michael Richard Weir, né le 12 mai 1970 à Sarnia, Ontario, Canada, est un golfeur canadien.
Il porte le nom de Mike Weir dans la PGA, circuit sur lequel il évolue depuis 1998.
En 2003, Mike devient le premier canadien et le premier gaucher à remporter le prestigieux Tournoi des Maîtres (The Masters) un des 4 Majeurs du golf masculin. Un autre gaucher, Phil Mickelson, a remporté le fameux tournoi 3 fois (2004, 2006 et 2010)
Le golfeur gaucher a gagné 7 tournois sur la PGA.
Mike est marié et il a deux filles.

## Victoire sur la PGA
- 1999 (1 Victoire) Air Canada Championship
- 2000 (1 Victoire) WGC-American Express Championship
- 2001 (1 Victoire) THE TOUR Championship
- 2003 (3 Victoires) Bob Hope Chrysler Classic, Nissan Open, The Masters
- 2004 (1 Victoire) Nissan Open
- 2007 (1 Victoire) Fry's Electronics Open